# 糸魚川順
糸魚川 順（いといがわ じゅん、1941年1月8日 - ）は、日本の実業家、立教学院元理事長、立教女学院元理事長、聖路加国際大学元理事長、日本興業銀行元常務取締役。

## 人物・経歴
1941年1月8日 - 北海道生まれ
1964年3月 - 立教大学経済学部卒業。同年4月日本興業銀行入行、シンガポール支店長やアジア部長を歴任。
1992年 - ハーバード大学AMP修了
1993年 - 日本興業銀行取締役福岡支店長
1994年 - 常務取締役
2000年 - 興銀リース株式会社副社長
2004年 - 興銀リース株式会社副社長退任、第一生命保険相互会社顧問
2007年 - 学校法人立教学院理事、理事長
2010年 - 第一生命保険相互会社顧問退任、財団法人聖路加国際病院理事
2014年 - 立教学院理事長退任、学校法人聖路加国際大学理事
2016年 - 学校法人聖路加国際大学理事長
2017年 - 学校法人立教女学院理事
2018年 - 学校法人立教女学院理事長